# Guineu d'orelles petites
La guineu d'orelles petites (Atelocynus microtis) és una espècie de carnívor de la família dels cànids. És l'única espècie del gènere Atelocynus i viu al nord de Sud-amèrica. Fa 72-100 cm de llargada, amb una cua de 30 cm i una alçada a l'espatlla de 25 cm. Pesa aproximadament 10 kg i té el pelatge de color vermell-gris. No se sap gaire sobre la seva reproducció. S'alimenta de peixos, insectes, petits mamífers, fruita, crancs, ocells, amfibis i rèptils. Es tracta d'un animal solitari.
N'hi ha dues subespècies:
- Atelocynus microtis microtis
- Atelocynus microtis sclateri